# Masters de Indian Wells 2023
El BNP Paribas Open 2023 fue un torneo de tenis ATP Tour Masters 1000 en su rama masculina y WTA 1000 en la femenina. Se disputó en las canchas duras del complejo Indian Wells Tennis Garden, Indian Wells (Estados Unidos), entre el 8 y el 19 de marzo.

## Puntos y premios en efectivo

### Distribución de puntos
| Evento                  | G    | F   | SF  | CF  | R16 | R32 | R64 | R128 | C  | C2 | C1 |
| Individuales masculinos | 1000 | 600 | 360 | 180 | 90  | 45  | 25  | 10   | 16 | 8  | 0  |
| Dobles masculinos       | 1000 | 600 | 360 | 180 | 90  | 0   | 0   | —    | —  | —  | —  |

| Modalidad           | G    | F   | SF  | CF  | R16 | R32 | R64 | R128 | C  | C2 | C1 |
| Individual femenino | 1000 | 650 | 390 | 215 | 120 | 65  | 35  | 10   | 30 | 20 | 2  |
| Dobles femenino     | 1000 | 650 | 390 | 215 | 120 | 10  | —   | —    | —  | —  | —  |

### Premios en efectivo
| Evento                  | G           | F         | SF        | CF        | R16      | R32      | R64      | R128     | C2     | C1     |
| Individuales masculinos | $ 1 262 220 | $ 662 360 | $ 352 635 | $ 184 465 | $ 96 955 | $ 55 770 | $ 30 885 | $ 18 660 | $ 9440 | $ 5150 |
| Individuales femeninos  | $ 1 262 220 | $ 662 360 | $ 352 635 | $ 184 465 | $ 96 955 | $ 55 770 | $ 30 885 | $ 18 660 | $ 9440 | $ 5150 |
| Dobles masculinos       | $ 436 730   | $ 231 660 | $ 123 550 | $ 62 630  | $ 33 460 | $ 18 020 | —        | —        | —      | —      |
| Dobles femeninos        | $ 436 730   | $ 231 660 | $ 123 550 | $ 62 630  | $ 33 460 | $ 18 020 | —        | —        | —      | —      |

## Cabezas de serie
Los siguientes son los jugadores cabeza de series, según las clasificaciones ATP al 27 de febrero de 2023. Las siembras reales se basarán en las clasificaciones ATP al 6 de marzo de 2023. Las clasificaciones y los puntos anteriores son al 6 de marzo de 2023.

### Individuales masculino
| N.º | Rank. | Tenista                 | Puntos | Puntos por defender | Puntos ganados | Nuevos puntos | Ronda hasta la que avanzó en el torneo               |
| 1   | 2     | Carlos Alcaraz          | 6780   | 360                 | 1000           | 7420          | Campeón, venció a Daniil Medvédev [5]                |
| 2   | 3     | Stefanos Tsitsipas      | 5805   | 45                  | 10             | 5770          | Segunda ronda, perdió ante Jordan Thompson           |
| 3   | 4     | Casper Ruud             | 5560   | 45                  | 45             | 5560          | Tercera ronda, perdió ante Christian Garín [Q]       |
| 4   | 5     | Taylor Fritz            | 3795   | 1000                | 180            | 2975          | Cuartos de final, perdió ante Jannik Sinner [11]     |
| 5   | 6     | Daniil Medvédev         | 3775   | 45                  | 600            | 4330          | Final, perdió ante Carlos Alcaraz [1]                |
| 6   | 7     | Andrey Rublev           | 3660   | 360                 | 90             | 3390          | Cuarta ronda, perdió ante Cameron Norrie [10]        |
| 7   | 8     | Holger Rune             | 3321   | 41                  | 45             | 3325          | Tercera ronda, perdió ante Stan Wawrinka [PR]        |
| 8   | 10    | Félix Auger-Aliassime   | 3245   | 10                  | 180            | 3415          | Cuartos de final, perdió ante Carlos Alcaraz [1]     |
| 9   | 11    | Hubert Hurkacz          | 3110   | 90                  | 45             | 3065          | Tercera ronda, perdió ante Tommy Paul [17]           |
| 10  | 12    | Cameron Norrie          | 2815   | 180                 | 180            | 2815          | Cuartos de final, perdió ante Frances Tiafoe [14]    |
| 11  | 13    | Jannik Sinner           | 2655   | 90                  | 360            | 2925          | Semifinales, perdió ante Carlos Alcaraz [1]          |
| 12  | 14    | Alexander Zverev        | 2500   | 10                  | 90             | 2580          | Cuarta ronda, perdió ante Daniil Medvédev [5]        |
| 13  | 15    | Karen Khachanov         | 2470   | 10                  | 45             | 2505          | Tercera ronda, perdió ante Alejandro Davidovich [23] |
| 14  | 16    | Frances Tiafoe          | 2395   | 45                  | 360            | 2710          | Semifinales, perdió ante Daniil Medvédev [5]         |
| 15  | 17    | Pablo Carreño           | 2240   | 10                  | 0              | 2230          | Baja antes de la segunda ronda.                      |
| 16  | 18    | Álex de Miñaur          | 2165   | 90                  | 10             | 2085          | Segunda ronda, perdió ante Márton Fucsovics          |
| 17  | 19    | Tommy Paul              | 2000   | 45                  | 90             | 2045          | Cuarta ronda, perdió ante Félix Auger-Aliassime [8]  |
| 18  | 20    | Borna Ćorić             | 1905   | 10                  | 10             | 1905          | Segunda ronda, perdió ante Alex Molčan               |
| 19  | 21    | Lorenzo Musetti         | 1855   | 25                  | 10             | 1840          | Segunda ronda, perdió ante Adrian Mannarino          |
| 20  | 23    | Matteo Berrettini       | 1780   | 90                  | 10             | 1700          | Segunda ronda, perdió ante Taro Daniel [Q]           |
| 21  | 25    | Grigor Dimitrov         | 1620   | 180                 | 10             | 1450          | Segunda ronda, se retiró ante Jason Kubler           |
| 22  | 27    | Roberto Bautista        | 1465   | 45                  | 10             | 1430          | Segunda ronda, perdió ante Emil Ruusuvuori           |
| 23  | 28    | Alejandro Davidovich    | 1390   | 25                  | 180            | 1545          | Cuartos de final, perdió ante Daniil Medvédev [5]    |
| 24  | 29    | Daniel Evans            | 1380   | 45                  | 10             | 1345          | Segunda ronda, perdió ante Jack Draper               |
| 25  | 30    | Denis Shapovalov        | 1380   | 45                  | 10             | 1345          | Segunda ronda, perdió ante Ugo Humbert               |
| 26  | 31    | Miomir Kecmanović       | 1290   | 180                 | 10             | 1120          | Segunda ronda, perdió ante Stan Wawrinka [PR]        |
| 27  | 32    | Francisco Cerúndolo     | 1275   | 0                   | 45             | 1320          | Tercera ronda, perdió ante Félix Auger-Aliassime [8] |
| 28  | 33    | Botic van de Zandschulp | 1205   | 45                  | 10             | 1170          | Segunda ronda, se retiró ante Ilya Ivashka           |
| 29  | 34    | Yoshihito Nishioka      | 1142   | 8                   | 10             | 1144          | Segunda ronda, perdió ante Christian Garín [Q]       |
| 30  | 35    | Sebastián Báez          | 1135   | 10                  | 45             | 1170          | Tercera ronda, perdió ante Taylor Fritz [4]          |
| 31  | 36    | Tallon Griekspoor       | 1034   | 10                  | 45             | 1069          | Tercera ronda, perdió ante Carlos Alcaraz [1]        |
| 32  | 37    | Maxime Cressy           | 1016   | 10                  | 10             | 1016          | Segunda ronda, perdió ante Alejandro Tabilo [Q]      |

- Ranking del 27 de febrero de 2023.[3]

#### Bajas masculinas (cabezas de serie)
| Clasif | Jugador         | Puntos Antes | Puntos a defender | Puntos ganados | Puntos después | Baja debido a                                   |
| ------ | --------------- | ------------ | ----------------- | -------------- | -------------- | ----------------------------------------------- |
| 1      | Novak Djokovic  | 7160         | 0                 | 0              | 7160           | Incumplimiento de los requisitos de vacunación. |
| 9      | Rafael Nadal    | 3315         | 600               | 0              | 2715           | Lesión en el psoas.                             |
| 17     | Pablo Carreño   | 2240         | 10                | 0              | 2230           | Molestias musculares.                           |
| 22     | Nick Kyrgios    | 1825         | 180               | 0              | 1645           | Lesión en la rodilla.                           |
| 24     | Marin Čilić     | 1745         | 10                | 0              | 1735           | Lesión en la rodilla.                           |
| 26     | Sebastian Korda | 1550         | 25                | 0              | 1525           | Lesión en la muñeca.                            |

### Dobles masculino
| Tenistas                           | Ranking | Preclasificado |
| Wesley Koolhof Neal Skupski        | 2       | 1              |
| Rajeev Ram Joe Salisbury           | 7       | 2              |
| Marcelo Arévalo Jean-Julien Rojer  | 12      | 3              |
| Nikola Mektić Mate Pavić           | 13      | 4              |
| Lloyd Glasspool Harri Heliövaara   | 23      | 5              |
| Marcel Granollers Horacio Zeballos | 29      | 6              |
| Hugo Nys Jan Zieliński             | 33      | 7              |
| Juan Sebastián Cabal Robert Farah  | 47      | 8              |

### Individuales femenino
Los siguientes son los jugadores cabeza de series. Las cabezas de serie se basan en las clasificaciones de la WTA al 27 de febrero de 2023. Las clasificaciones y los puntos anteriores son al 6 de marzo de 2023.
| N.º | Rank. | Tenista               | Puntos | Puntos por defender | Puntos ganados | Nuevos puntos | Ronda hasta la que avanzó en el torneo              |
| 1   | 1     | Iga Świątek           | 10585  | 1000                | 390            | 9975          | Semifinales, perdió ante Elena Rybakina [10]        |
| 2   | 2     | Aryna Sabalenka       | 6100   | 10                  | 650            | 6740          | Final, perdió ante Elena Rybakina [10]              |
| 3   | 3     | Jessica Pegula        | 5495   | 10                  | 120            | 5605          | Cuarta ronda, perdió ante Petra Kvitová [15]        |
| 4   | 4     | Ons Jabeur            | 4921   | 10                  | 65             | 4976          | Tercera ronda, perdió ante Markéta Vondroušová [PR] |
| 5   | 5     | Caroline Garcia       | 4905   | 35                  | 120            | 4990          | Cuarta ronda, perdió ante Sorana Cirstea            |
| 6   | 6     | Cori Gauff            | 4251   | 65                  | 215            | 4401          | Cuartos de final, perdió ante Aryna Sabalenka [2]   |
| 7   | 7     | Maria Sakkari         | 3451   | 650                 | 390            | 3191          | Semifinales, perdió ante Aryna Sabalenka [2]        |
| 8   | 8     | Daria Kasatkina       | 3375   | 65                  | 65             | 3375          | Tercera ronda, perdió ante Varvara Gracheva [Q]     |
| 9   | 9     | Belinda Bencic        | 3360   | 10                  | 10             | 3360          | Segunda ronda, perdió ante Jil Teichmann            |
| 10  | 10    | Elena Rybakina        | 2935   | 215                 | 1000           | 3720          | Campeona, ganó a Aryna Sabalenka [2]                |
| 11  | 11    | Veronika Kudermetova  | 2620   | 215                 | 65             | 2470          | Tercera ronda, perdió ante Karolína Plíšková [17]   |
| 12  | 12    | Liudmila Samsonova    | 2301   | 120                 | 10             | 2191          | Segunda ronda, perdió ante Bernarda Pera            |
| 13  | 13    | Beatriz Haddad Maia   | 2246   | 35                  | 65             | 2276          | Tercera ronda, perdió ante Emma Raducanu            |
| 14  | 14    | Victoria Azarenka     | 2237   | 65                  | 10             | 2182          | Segunda ronda, perdió ante Karolína Muchová [PR]    |
| 15  | 15    | Petra Kvitová         | 2227   | 65                  | 215            | 2377          | Cuartos de final, perdió ante Maria Sakkari [7]     |
| 16  | 16    | Barbora Krejčíková    | 2205   | (1)                 | 120            | 2324          | Cuarta ronda, perdió ante Aryna Sabalenka [2]       |
| 17  | 17    | Karolína Plíšková     | 2045   | 10                  | 120            | 2155          | Cuarta ronda, perdió ante Maria Sakkari [7]         |
| 18  | 18    | Ekaterina Alexandrova | 2030   | 35                  | 10             | 2005          | Segunda ronda, perdió ante Xinyu Wang               |
| 19  | 20    | Madison Keys          | 1857   | 215                 | 10             | 1652          | Segunda ronda, retiro ante Sorana Cîrstea           |
| 20  | 21    | Magda Linette         | 1770   | 10                  | 10             | 1770          | Segunda ronda, perdió ante Emma Raducanu            |
| 21  | 22    | Paula Badosa          | 1758   | 390                 | 65             | 1433          | Tercera ronda, perdió ante Elena Rybakina [10]      |
| 22  | 27    | Shuai Zhang           | 1460   | 10                  | 10             | 1460          | Segunda ronda, retiro ante Rebecca Peterson [Q]     |
| 23  | 26    | Martina Trevisan      | 1529   | (1)                 | 65             | 1594          | Tercera ronda, perdió ante Karolína Muchová [PR]    |
| 24  | 25    | Jeļena Ostapenko      | 1550   | 10                  | 65             | 1605          | Tercera ronda, perdió ante Petra Kvitová [15]       |
| 25  | 30    | Petra Martić          | 1422   | 215                 | 10             | 1217          | Segunda ronda, perdió ante Varvara Gracheva [Q]     |
| 26  | 28    | Anastasia Potapova    | 1490   | 10                  | 65             | 1513          | Tercera ronda, perdió ante Jessica Pegula [3]       |
| 27  | 29    | Anhelina Kalinina     | 1422   | 35                  | 65             | 1452          | Tercera ronda, perdió ante Maria Sakkari [7]        |
| 28  | 32    | Marie Bouzková        | 1359   | 95                  | 10             | 1274          | Segunda ronda, perdió ante Markéta Vondroušová [PR] |
| 29  | 23    | Donna Vekić           | 1664   | (12)                | 10             | 1662          | Segunda ronda, perdió ante Lesia Tsurenko [Q]       |
| 30  | 49    | Leylah Fernandez      | 1080   | 120                 | 65             | 1025          | Tercera ronda, perdió ante Caroline Garcia [5]      |
| 31  | 35    | Amanda Anisimova      | 1304   | 35                  | 10             | 1279          | Segunda ronda, perdió ante Linda Nosková            |
| 32  | 36    | Bianca Andreescu      | 1303   | (1)                 | 65             | 1367          | Tercera ronda, perdió ante Iga Świątek [1]          |

- Ranking del 27 de febrero de 2023.[10]

#### Bajas femeninas
| Rank. | Tenista      | Puntos antes | Puntos por defender | Puntos ganados | Puntos después | Motivo |
| ----- | ------------ | ------------ | ------------------- | -------------- | -------------- | ------ |
| 24    | Qinwen Zheng | 1629         | 35                  | 0              | 1594           | [ 11 ] |

### Dobles femenino
| Tenista                               | Ranking | Preclasificada |
| Barbora Krejčiková Kateřina Siniaková | 3       | 1              |
| Cori Gauff Jessica Pegula             | 8       | 2              |
| Lyudmyla Kichenok Jeļena Ostapenko    | 18      | 3              |
| Desirae Krawczyk Demi Schuurs         | 22      | 4              |
| Yifan Xu Zhaoxuan Yang                | 25      | 5              |
| Storm Hunter Elise Mertens            | 27      | 6              |
| Giuliana Olmos Shuai Zhang            | 31      | 7              |
| Nicole Melichar Ellen Perez           | 35      | 8              |

## Campeones

### Individual masculino
Carlos Alcaraz venció a  Daniil Medvédev por 6-3, 6-2

### Individual femenino
Elena Rybakina venció a  Aryna Sabalenka por 7-6(13-11), 6-4

### Dobles masculino
Rohan Bopanna /  Matthew Ebden vencieron a  Wesley Koolhof /  Neal Skupski por 6-3, 2-6, [10-8]

### Dobles femenino
Barbora Krejčiková /  Kateřina Siniaková vencieron a  Beatriz Haddad Maia /  Laura Siegemund por 6-1, 6-7(3-7), [10-7]